# Lagenodelphis hosei
Il lagenodelfino (Lagenodelphis hosei) è un cetaceo della famiglia Delphinidae che vive nelle acque profonde dell'oceano Pacifico e, in numero minore, negli oceani Indiano e Atlantico.

## Tassonomia
La prima interazione tra gli umani ed un lagenodelfino si ebbe su un'imbarcazione nel Sarawak, nel Borneo, nel 1895. Il signor Charles E. Hose trovò laggiù un cranio che donò al British Museum. Il nome scientifico della specie commemora il suo nome. Il cranio non venne studiato fino al 1956, quando Francis Fraser lo esaminò e concluse che era molto simile sia a quello delle specie del genere Lagenorhynchus che a quello delle specie del genere Delphinus, ma non apparteneva a nessuno dei due. Così, dalla semplice unione dei due nomi, venne creato un nuovo genere.
Un lagenodelfino vivo venne scoperto solo nel 1971. Nello stesso tempo vennero trovati degli esemplari spiaggiati sulle isole Cocos nel Pacifico occidentale, nell'Australia meridionale e in Sudafrica.

## Descrizione fisica
I lagenodelfini alla nascita sono lunghi circa 1 m e pesano 20 kg, ma raggiungono i 2,75 m e i 200 kg nell'età adulta. Hanno una costituzione robusta, una pinna piccola rispetto alle dimensioni del corpo e natatoie relativamente piccole. Anche la pinna dorsale e il rostro sono di dimensioni ridotte. La parte superiore va dal grigio-bluastro al grigio-bruno. Una linea crema sporco corre lungo i fianchi dal rostro, passando sopra l'occhio, all'ano. Sotto questa linea è presente una striscia scura. Il ventre e la gola sono solitamente bianchi, a volte con sfumature rosa. La mancanza di un colore uniforme è una caratteristica distintiva del delfino. Da una certa distanza, comunque, si può confondere con la stenella striata, che ha una colorazione simile e vive nelle stesse aree di oceano.
I lagenodelfini nuotano soprattutto stretti l'uno all'altro in grandi gruppi di 100-1000 individui. Quando saltano sulla superficie sbattono violentemente sull'acqua. L'avvistamento di un grande gruppo da un'imbarcazione da pesca è stato descritto come "molto drammatico".
La specie si nutre di pesci pelagici, calamari e gamberetti trovati ad una certa profondità sotto la superficie dell'acqua (200-500 metri). Normalmente la luce del sole non penetra a quella profondità, così si nutre usando solo l'ecolocazione.

## Popolazione e distribuzione
Sebbene sia stato scoperto solo in tempi relativamente recenti, il numero degli avvistamenti registrati è divenuto sostanziale - indicando che la specie non è così rara come si credeva negli anni '80. Comunque la specie non è ancora ben conosciuta come molti altri dei suoi cugini costieri. Non esiste alcuna stima globale della popolazione.
Il delfino viene normalmente avvistato in acque tropicali profonde, tra i 30° S e i 20° N. Il Pacifico orientale è ritenuto il sito migliore per osservarlo. Gruppi di delfini vagabondi sono stati trovati anche al largo della Francia e dell'Uruguay. Comunque questi avvistamenti sono considerati anomali e causati probabilmente da insolite condizioni oceanografiche, come El Niño.
La specie è relativamente comune anche nel golfo del Messico, ma manca nel resto dell'oceano Atlantico.